# Lucky Girl (film uit 2001)
Lucky Girl (Nederlands: Geluksmeisje) — alternatieve titel: My Daughter's Secret Life
(Nederlands: Mijn Dochters Geheime Leven — is een Canadese televisiefilm uit
2001. De film werd opgenomen in Toronto en heeft Elisha Cuthbert in de hoofdrol
als tienermeisje dat een gokverslaving krijgt.

## Verhaal
Katlin en haar beste vriendin Cheryl zijn van plan op reis te gaan naar Europa.
Om aan het nodige geld te komen begint Cheryl op school te gokken op de uitslag van sportwedstrijden.
Van haar vader, die beursmakelaar is, mag ze maximaal 5 CAD inzetten en zelf geen
bookmaker spelen. Ze zet echter veel hogere bedragen en wint aanvankelijk bijna 2000 CAD. Dan begint
ze zelf inzet aan te nemen maar verliest zoveel dat ze schulden krijgt.
Dan raakt Katlin bevriend met Ron, de broer van een klasgenote en gokverslaafde. Die organiseert een
pokerspel waarbij ze opnieuw veel geld wint. De helft daarvan leent ze uit aan Ron en met de andere
helft wil ze nog meer geld winnen. De jongens aan wie ze op school geld moet slaan haar echter in elkaar en
nemen het geld af. Ze steelt ook van haar moeder en probeert bij te verdienen met kansspelen op het internet
maar verliest ook hiermee een pak geld.
In paniek gaat ze naar Ron voor haar andere helft maar die vraagt uitstel. Hij brengt haar in contact met
Blair die haar zomaar 3000 CAD leent. Ze heeft nu genoeg om de jongens op school en haar moeder terug te betalen
en heeft zelfs nog wat over. Daarmee gaan zij en Ron naar een illegaal casino waar ze al het
geld verliest met blackjack.
Intussen wil Blair zijn geld terug en het is duidelijk dat het hem menens is. Uit wanhoop berooft Katlin samen
met Ron haar eigen huis waarna Ron de spullen verkoopt. Ron gebruikt de opbrengst echter om zijn eigen schulden
af te betalen waardoor Katlin met lege handen naar Blair gaat. Die stelt haar voor haar schulden kwijt te
schelden als hij haar mag filmen terwijl ze seks heeft met zijn vrouw. Radeloos gaat ze hierop in.
Katlins moeder komt van Ron te weten waar ze is en neemt haar — na de daad — mee naar huis. Blair bedreigt
Katlins moeder echter om haar stilzwijgen te bekomen waarna Katlins moeder hem in elkaar slaat met een stuurslot.
Blair wordt ten slotte opgepakt en Katlin gaat in therapie. Ze mag niet meer met baar geld rondlopen, maar in
de laatste scène is te zien hoe ze een cadeau dat Cheryl kocht inruilt en naar een speelhal trekt.

## Rolbezetting
| Acteur             | Personage           | Opmerkingen                                                |
| ------------------ | ------------------- | ---------------------------------------------------------- |
| Elisha Cuthbert    | Katlin Palmerston   |                                                            |
| Sherry Miller      | Valerie Palmerston  | Katlins moeder                                             |
| Jonathan Whittaker | Alastair Palmerston | Katlins vader                                              |
| Evan Sabba         | Ron Lunderman       | Gokverslaafde die Katlins toeverlaat en later vriend wordt |
| Greg Ellwand       | Blair Noth          | Kennis van Ron die Katlin geld leent                       |
| Sarah Osman        | Cheryl Bemberg      | Katlins beste vriendin                                     |

## Prijzen en nominaties

### Prijzen
De film won volgende prijzen:
- Gemini Awards 2001:
  - Beste prestatie van een actrice in een ondersteunende rol in een dramaprogramma of miniserie voor Sherry Miller.
  - Beste prestatie van een actrice in een hoofdrol in een dramaprogramma of miniserie voor Elisha Cuthbert.
- Writers Guild of Canada (Canadese Schrijversgilde 2002:
  - WGC Award voor John Frizzell en Graeme Manson.

### Nominaties
De film kreeg een nominatie voor volgende prijzen:
- Directors Guild of Canada (Canadese regisseursgilde) 2002:
  - Uitstekende verwezenlijking in geluidsmontage voor David McCallum.
  - Uitstekende verwezenlijking in een televisiefilm/miniserie voor John Fawcett.
- Gemini Awards 2001:
  - Beste beeldmontage in een dramaprogramma of -serie voor Brett Sullivan.
  - Beste televisiefilm voor Anne Marie La Traverse en Louise Garfield (de producers).
  - Beste schrijven in een dramaprogramma of miniserie voor John Frizell en Graeme Manson.